# Attagenus uniformis
Attagenus uniformis là một loài bọ cánh cứng trong họ Dermestidae. Loài này được Fairmaire in Fairmaire & Coquerel miêu tả khoa học năm 1860.